# BanG Dream!
BanG Dream! (バンドリ Bandori) ist der Name eines Multimedien-Franchises des japanischen Medienkonzerns Bushiroad, das Anfang des Jahres 2015 gestartet wurde.
Das Franchise besteht aus mehreren Manga- und Light-Novel-Reihen, mehreren Anime-Serien und einem Smartphonespiel. Außerdem zählen musikalische Veröffentlichungen, Live-Konzerte und VTuber zum BanG!-Dream-Franchise.
Im Zentrum es Medienfranchise stehen Frauenmusikgruppen, deren Mitglieder zugleich als Synchronsprecherinnen in den Anime- und Videospielproduktionen tätig sind. Stand 2024 existieren neun zum Franchise gehörende Bands, wovon sechs Gruppen auch live auftreten. Acht der Gruppen sind im Videospiel implementiert. Die erste Gruppe, Poppin’Party, wurde im Februar 2015 gegründet. Mit dem Start des Smartphonespiels im Jahr 2017 wurden mit Roselia, Afterglow, Pastel*Palettes und Hello Happy World vier weitere Gruppen vorgestellt. Im Jahr 2018 wurde die sechste Band der Gruppe angekündigt: Zunächst als Backup-Gruppe unter dem Namen The Third aktiv, wurde diese in Raise A Suilen umbenannt und somit Teil des Franchise. Die siebte Gruppe, Morfonica, startete 2020. Im Jahr 2022 wurden mit der weiteren Franchise-Expansion die Gruppen MyGO!!!!!, Ave Mujica und Mugendai Mewtype gegründet. Bei Live-Konzerten spielen die Mitglieder der Gruppen Poppin’Party, Roselia, Raise A Suilen, Morfonica, MyGO!!!!! und Ave Mujica ihre Instrumente selbst, während die Mitglieder der übrigen Gruppen lediglich als Sängerinnen fungieren und mit Begleitbands unterstützt werden.
Die erste Anime-Fernsehserie, erschien zwischen 2017 und 2020 und umfasst drei Staffeln mit je dreizehn Episoden. Während die erste Staffel im Studio Issen, ein Joint-Venture zwischen dem Animationsstudio OLM und Bushiroad, und Xebec produziert wurde, entstanden die weiteren Staffeln im Studio Sanzigen. Zudem entstanden zwei Konzert-fokussierte Anime-Filme sowie drei bandbezogene Anime-Kinofilme. Ein Ableger-Anime ist BanG Dream! Girls Band Party! ☆ PICO, der in drei Staffeln mit je 26 Folgen veröffentlicht wurde. Ein weiterer Ableger ist Pastel Life, der im Studio A-Cat entstand. Im Jahr 2023 wurde die Animeserie It’s MyGO!!!!! gezeigt, welcher die gleichnamige Gruppe in den Fokus stellt. Anfang 2025 startete mit Ave Mujica - The Die Is Cast - eine weitere Animeserie im japanischen Fernsehen.

## Franchise-Geschichte

### Anfänge (2014–2016)

Originales Logo, genutzt in BanG_Dream! Star Beat

Die Prämisse wurde bereits im März des Jahres 2014 von Bushiroad-Präsident Takaaki Kidani konzeptualisiert, der ein Musikprojekt starten wollte nachdem er den kommerziellen Erfolg des Smartphone-Rhythmusspiels Love Live! School Idol Festival!, welches von seinem Unternehmen veröffentlicht wurde, mitbekommen hatte. Als ein Mitarbeiter beim The Idolmaster Masters of Idol World!! 2014 in der Saitama Super Arena anwesend war, wurde das Unternehmen auf Aimi Terakawa und schlugen vor, sie als Mitglied einer reinen Frauenmusikgruppe anzuwerben. Die in der Konzeptualisierung beteiligten Personen folgerten, dass ein derartiges Konzep am besten als Multimedia-Franchise umsetzbar sei. Kidani erklärte in einem Interview mit Real Sound, dass es der beste Weg zum Erfolg des Projektes sei, Synchronsprecherinnen einzubinden, die in der Lage seien, bei Konzerten ihre Instrumente selbst spielen zu können. Um dieses Projekt von ähnlichen Musikprojekten zu unterscheiden betonte Kitani, dass es sich bei BanG Dream! nicht um ein Idol-Franchise, sondern um eine „Girl-Band“-Serie handele.
Der Autor Kō Nakamura wurde von einem Verleger Bushiroads, der dessen Musikroman Round and Round Slide gelesen hatte, angefragt die Geschichte für das Projekt zu erarbeiten. Nakamura tat sich daraufhin mit Aya Ishida zusammen, die gemeinsam das erste Werk des Franchises BanG_Dream! Star Beat schrieben. Der Manga wurde erstmals ab Januar 2015 im monatlich erscheinenenden Bushiroad Magazin publiziert. Nachdem das Franchise 2016 als BanG Dream! neu gestartet war, wurde beschlossen, das fiktive Universum aus Star Beat erneut aufzugreifen. Laut einem Posting, den Kō Nakamura am 24. August 2016 in seinem Livedoor-Blog veröffentlichte, stammt der Name des Franchise von der Idee, auf seine Träume zu zielen. Nakamura ließ in der Grundhandlung persönliche Aspekte einfließen, wie etwa den Wunsch eine Band zu gründen, eine Gitarre in einem Pfandhaus zu finden und die Band-Meetings in einem Warenhaus stattfinden zu lassen. Für die Erarbeitung der Musik trat Kidani an Noriyasu Agematsu vom Musikkollektiv Elements Garden heran. Dieser zeigte sich zunächst vom Konzept skeptisch, da eine Ausbalancierung zwischen Synchronsprechertätigkeiten und dem Erlernen von Musikinstrumenten schwierig sei, sagte dem Projekt aber schließlich zu. Musikalische Vorerfahrungen waren beim Casting der Synchronsprecherinnen keine Voraussetzung, da ihre Aufgabe hauptsächlich darin besteht die Charaktere im franchise-internen Universum zu verkörpern. Nichtsdestotrotz blieben einige Synchronsprecherinnen dem Spielen ihrer Instrumente treu, eine Einstellung die laut Kidani zum Charme des Franchises bei den Fans beitrug. Im Jahr 2019 berichtete Oricon, dass manche Synchronsprecherinnen täglich bis zu zehn Stunden damit verbrachten, das Spielen ihrer Musikinstrumente zu erlernen.
Während ihres Konzertes mit dem Titel Love Generation am 28. Februar 2015 gab Aimi Terakawa bekannt, mit dem Franchise zusammen zu arbeiten. Diese Zusammenarbeit sah vor, dass sie als Sängerin und Gitarristin in einer Band spielen werde, die im Laufe des Jahres gegründet werden sollte. Im April stießen mit Rimi Nishimoto und Ayasa Itō zwei weitere Synchronsprecherinnen hinzu, die innerhalb der Band als Bassistin bzw. Keyboarderin fungieren. Das Trio spielte am 18. April 2015 bereits ihr erstes Konzert für das Franchise. Im Mai 2015 wurde angekündigt, dass die gegründete Band unter dem Namen Poppin’Party ihre Aktivitäten aufnehmen werde. In den folgenden Monaten stießen mit Sae Ōtsuka und Ayaka Ōhashi eine zweite Gitarristin und eine Schlagzeugerin zur Gruppe, die die Besetzung komplettierten. Zusätzlich zum Spielen von Livekonzerten verkörperten die fünf Bandmitglieder ihre Charakter in anderen Produktionen des Franchises wie etwa in den Anime-Produktionen, den animierten Musikvideos oder im Handyspiel. Das Design der Charaktere wurde vage an den Synchronsprecherinnen angelehnt um ihre Fähigkeiten zu singen und zu performen besser reflektieren zu können.
Poppin’Partys Debütsingle Yes! BanG_Dream! wurde am 24. Februar 2016 in Japan auf den Markt gebracht. Ein Musikvideo zu dem Lied entstand beim Animationsstudio Issen, einem 2015 gegründeten Joint-Venture von Bushiroad und dem Studio OLM. Issen wurde später mit der Produktion des Anime beauftragt. Bei der Produktion waren neben Kō Nakamura auch Noriyasu Agematsu und der Pixiv-Künstler Hitowa involviert, die die Serienmusik bzw. das Charakterdesign beisteuerten. Das erste Konzert der Gruppe, in der die Mitglieder ihre franchise-internen Charakterrollen einnahmen, fand im April 2016 statt. Die früheren Auftritte der Gruppe wurde von der Band Silent Siren inspiriert, welche im Mai 2019 gemeinsam mit Poppin’Party ein Konzert im Battle-of-the-Bands-Stil unter dem Namen No Girl No Cry im MetLife Dome spielten. Die dritte Single von Poppin’Party, On Your New Journey/Tear Drops a erreichte im Dezember 2016 Platz zehn der heimischen Oricon-Singlecharts. Dies war das erste Mal, das eine Animemusik-Gruppe vor der Ausstrahlung des dazugehörigen Anime eine Top-Ten-Platzierung in den Oricon-Singlecharts verzeichnen konnte.

### Veröffentlichung des Spiels und Start des Anime (2017–2019)
Im Jahr 2017 umfasste das Franchise eine dreizehn Episoden umfassende Anime-Fernsehserie und mit BanG Dream! Girls Band Party! ein Rhythmusspiel für mobile Endgeräte (Smartphone bzw. Tablets). Vor der offiziellen Veröffentlichung des Spiels hatte das Franchise Probleme, Anschluss bei der anvisierten Zielgruppe zu finden. So verzeichnete eine im Frühjahr 2017 ausgetragene, für 400 Zirkel ausgelegte Dōjinshi-Veranstaltung lediglich neun teilnehmende Gruppen. Ein mäßiges Medienecho zum Anime veranlasste Kidani dazu, den Fokus auf die Entwicklung des Smartphone-Spiels zu legen. Zum Zeitpunkt der Veröffentlichung des Spiels wurden rund 560.000 Vorregistrationen verzeichnet. Kidani nannte als Gründe für den sich einzustellenden Erfolg des Spiels die Zusammenarbeit mit Craft Egg und Elements Garden sowie die Einbeziehung von Coverversionen bekannter Musikstücke. Mit Veröffentlichung des Rhythmusspiels wurden mit Afterglow, Pastel*Palettes, Roselia und Hello, Happy World vier weitere Musikgruppen vorgestellt.
Roselia spielten ihr erstes Konzert im Rahmen der Tokyo Game Show 2016 und brachten ihre Debütsingle Black Shout im April 2017 auf den Markt. Mit der Veröffentlichung des Debütalbums Album im Mai 2018, welches die bis dato veröffentlichten fünf Singles umfasste, erfreute sich die Gruppe einen ersten kommerziellen Erfolg. Das Album stieg auf Platz eins der Digital Album Charts von Oricon ein und erreichte mit etwa 25.000 verkauften Tonträgern in der ersten Verkaufswoche Platz zwei der heimischen Albumcharts. Im selben Jahr gab es zwei Wechsel in der Besetzung bei Roselia: Yuki Nakashima und Kanon Shizaki übernahmen für Yurika Endō und Satomi Akesaka die Rollen als Bassistin Lisa Imai bzw. als Keyboarderin Rinko Shirogane. Im März 2020 wurden Roselia mit dem Singing Award bei vierzehnten Seiyū Awards ausgezeichnet.
Die Sängerinnen der Gruppen Afterglow (Ayane Sakura), Pastel*Palettes (Ami Maeshima) und Hello, Happy World! (Miku Itō) wurden am 7. Dezember 2016 während einer Präsentation im Sunshine City in Tokio vorgestellt. Die übrigen Synchronsprecherinnen der Mitglieder von Afterglow bestätigten ihr Engagement im Franchise fünf Tage später, während die übrigen Sprecherinnen bei einer Werbeveranstaltung im EX Theater Roppongi am 24. Februar 2017 der Öffentlichkeit vorgestellt wurden. Die die Gruppen gaben ihr musikalisches Debüt im Jahr 2017: Im Juli erschien Shuwarin Dreaming b von Pastel*Palettes (Platz vier in den Oricon-Charts), gefolgt von Hello, Happy Worlds Orchestra of Smiles! c im August (Platz neun) und That Is How I Roll von Afterglow im September (Platz 18).
Am 13. und 14. Januar 2018 spielten die zu diesem Zeitpunkt fünf Bands des Franchises ein gemeinsames Konzert unter dem Motto Garupa Live and Garupa Party! im Tokyo Big Sight, welches unter anderem auch Aktionen zur Bewerbung für BanG Dream! Girls Band Party! und den Konzerten allgemein beinhaltete. Bei diesem Konzert spielte mit The Third eine Begleitband die Instrumente für Afterglow, Pastel*Palettes und Hello, Happy World! da die Mitglieder keine Musikerinnen sind. Aus dieser Begleitband sollte später eine weitere Gruppe werden, die eigene Konzerte für das Franchise spielt. Der vorläufige Name der Band war eine Anspielung auf die Tatsache, dass es sich um die dritte Musikgruppe des Franchises handelt, die ihre eigenen Konzerte spielen wird. Das erste eigenständige Konzert der Gruppe für das Medienprojekt fand im März 2018 statt; der offizielle Bandname, Raise A Suilen, wurde im Juli gleichen Jahres publik gemacht.
Am 21. Februar 2018 veröffentlichte das Franchise erstmals zwei Singles am gleichen Tag. An diesem Tag brachten Poppin’Party und Roselia mit CiRCLING und Opera of the Wasteland ihre neunte bzw. fünfte Single heraus. Am 12. Dezember des gleichen Jahres erschienen zeitgleich drei Singles. Dabei handelt es sich um Poppin’Partys Kizuna Music, Roselias Brave Jewel und Raise A Suilens Debütsingle R•I•O•T, die sich allesamt in den Top-10 der heimischen Singlecharts positionieren konnten. Poppin’Partys Debütalbum Poppin’on!, welches die ersten elf Singles der Gruppe enthält, erschien am 30. Januar 2019 und erreichte auf Anhieb Platz vier der heimischen Albencharts. Am 20. Februar gleichen Jahres veröffentlichte das Franchise sechs Singles simultan – von jeder Gruppe eine Single –, die allesamt in den Top-10 der Singlecharts einstiegen.

### Debüt von Morfonica und COVID-19-Pandemie (2020–2021)
Die im Januar 2020 veröffentlichte Single Initial/Straight Through Our Dreams! d von Poppin’Party avancierte zur ersten Nummer-eins-Hit in Japan, nachdem diese zwischen dem 7. und 11. Januar rund 27.000 Tonträger absetzen konnte. Kurz darauf gab man bekannt, dass das Medienfranchise insgesamt zwei Millionen Tonträger an den Mann bringen konnte. Knapp fünf Monate später erreichte die Cover-Kompilation BanG Dream! Girls Band Party! Cover Collection Vol. 4 Platz eins der heimischen Oricon-Albumcharts. Innerhalb der ersten Verkaufswoche wurden rund 23.000 Tonträger der Kompilation verkauft. Zudem erschienen mit Breakthrough!, Wahl und ERA jeweils ein Album von Poppin’Party, Roselia und Raise A Suilen. Initial/Straight Through Out Dreams!, Roselias Promise und Raise A Suilens Drive Us Crazy zählten laut Billboard Japan zu den 100 erfolgreichsten Singles des Jahres 2020; Wahl, ERA sowie die Kompilationen BanG Dream! Girls Band Party! Cover Collection Vol. 3 und Vol. 4 zu den meistverkauften Alben des Jahres. Wahl und ERA erreichten überdies Notierungen in den Album-Jahrescharts von Billboard Japan.
Am 1. März 2020 wurde zum siebenjährigen Bestehen des Medienfranchises mit Morfonica die siebte Gruppe vorgestellt. Morfonica ist die einzige Musikgruppe des Franchises, die eine Violinistin in ihren Reihen hat; ein Detail, welches von Craft Egg erdacht wurde um die Gruppe von anderen Bands des BanG-Dream!-Universums unterscheiden zu können. Morfonicas Debütsingle Dailylight erreichte mit mehr als 15.000 abgesetzten Tonträgern Platz zwei der heimischen Singlecharts. Das Debütkonzert mit dem Titel Cantabile fand am 7. Oktober 2020 statt.
Einige der Franchiseveranstaltungen waren von den Restriktionen ausgelöst durch die COVID-19-Pandemie in Japan betroffen. So wurden Konzerte mehrfach nach hinten verschoben, ein Bühnenspiel über Raise A Suilen konnte nur vor leeren Rängen stattfinden und wurde auf YouTube übertragen während Eintrittskarten erstattet werden mussten und ein dreitägiges Musikfestival durfte nur vor einem Viertel der geplanten Zuschauer besucht werden. Am 9. Januar 2021 gab das Franchise bekannt, dass Kanon Shizaki positiv auf COVID-19 getestet wurde, wodurch sie eine Veranstaltung im Tokyo Dome City Hall verpasste. Nachdem auch Bassistin Yūka Nishio von Morfonica positiv getestet wurde, blieb sie dem Konzert Resonance ihrer Band fern.
Poppin’Partys sechzehnte Single Photograph, die im Januar 2021 auf den Markt kam, erreichte mit rund 10.000 Tonträgerverkaufen die Spitzenposition der heimischen Singlecharts von Oricon.

### MyGO!!!! und Ave Mujica (seit 2022)

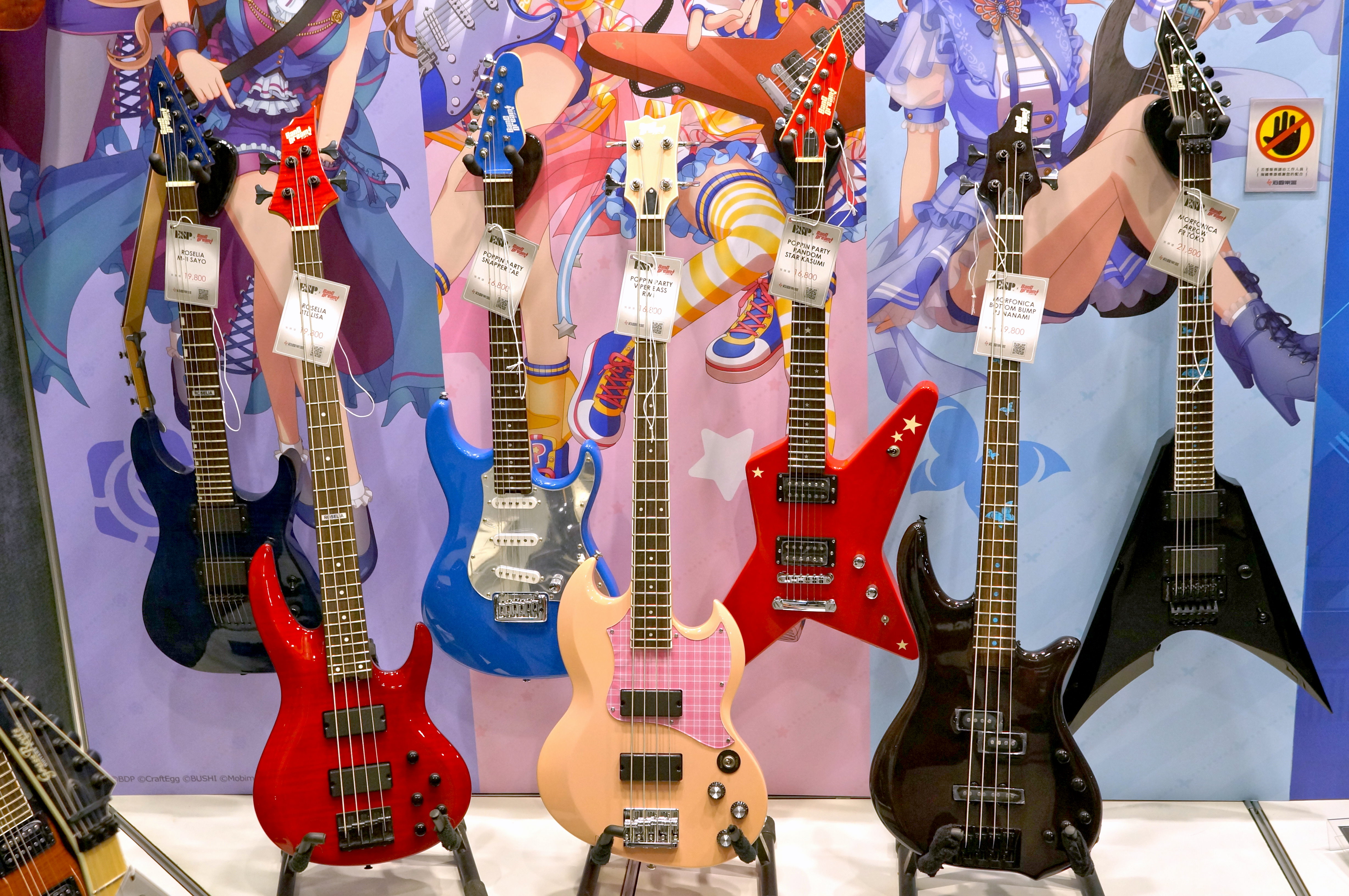
Gitarren und Bässe produziert von ESP Guitars, die im Franchise genutzt werden, Taipei Musical Instruments Fair, 2022.

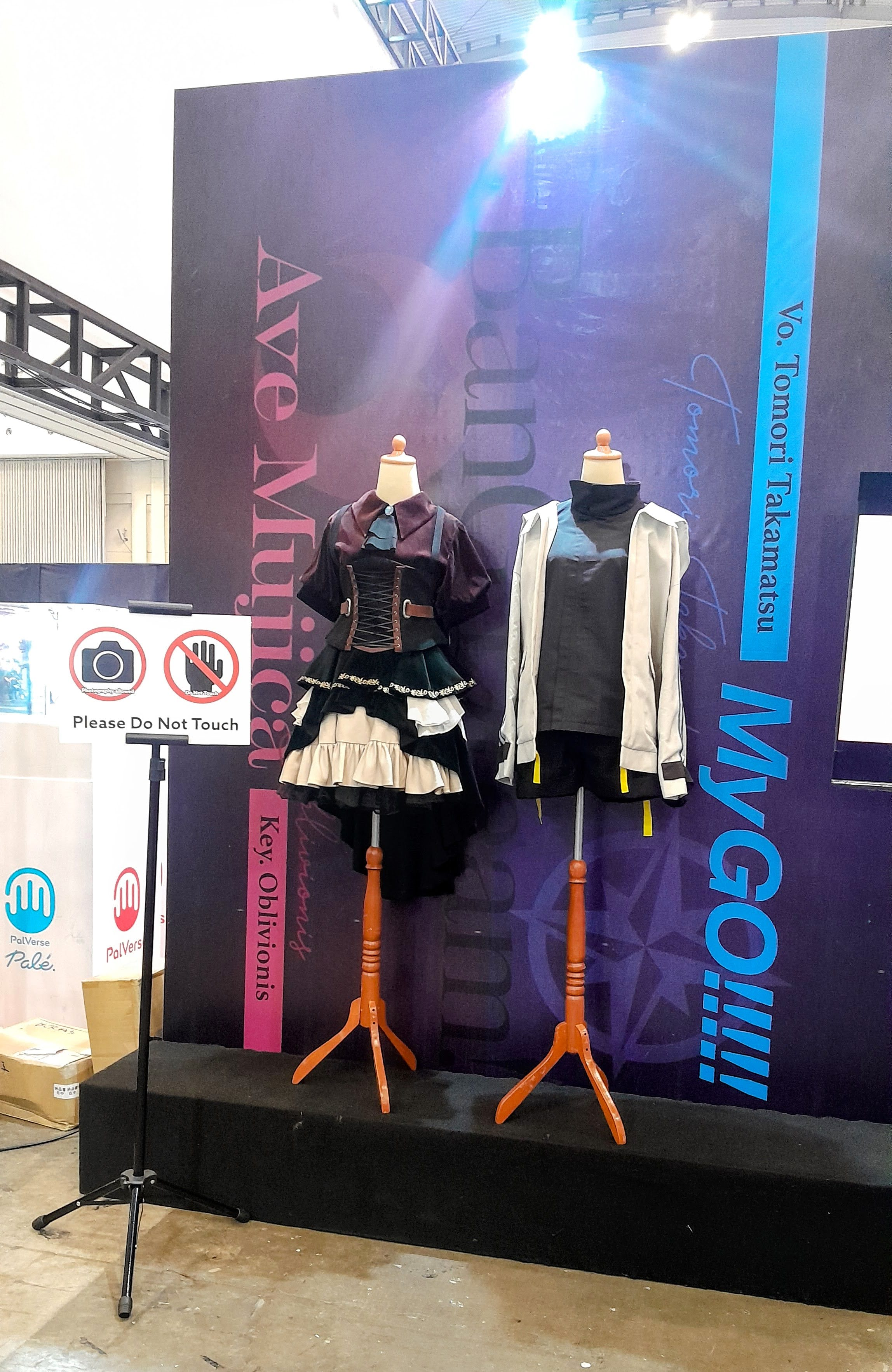
Die Outfits von Oblivionis (Kanon Takao, Ave Mujica) und Tomori Takamatsu (Hina Yōmiya, MyGO!!!!!) ausgestellt auf der Bushiroad Expo 2024 im Comic Frontier 18.

In den Jahren 2022 und 2023 entstanden mit MyGO!!!!! und Ave Mujica zwei weitere Musikgruppen, im Zuge eines Konzepts in der die Realität mit dem fiktiven Universum synchronisiert werden sollen. Während die fiktiven Charaktere von Anfang an angekündigt wurden, blieben die Synchronsprecherinnen unbekannt. Um die Identitäten der Musikerinnen während der ersten Konzerte geheim zu halten, traten diese unter limitierter Bühnenbeleuchtung verkleidet auf; die Mitglieder von Ave Mujica trugen bei ihren Auftritten zusätzlich Umhänge. Die Mitglieder von MyGO!!!! wurden während ihres vierten Franchise-Konzertes am 9. April 2023 bekanntgegeben, während die Synchronsprecherinnen von Ave Mujica am Tag der Ausstrahlung der letzten Episode der ersten Staffel von BanG Dream! It’s MyGO!!!!! vorgestellt wurden.
Das erste Konzert von MyGO!!!!! fand am 3. Juli 2022 statt, wobei Morfonica-Schlagzeugerin Mika der Gruppe als Gastmusikerin aushalf. MyGO!!!!!s erste Single Mayoiuta wurde am 9. November 2022 herausgegeben. Ave Mujica brachte ihre erste Single, Black Birthday, am 11. April 2023 als digitaler Download und im Musikstreaming heraus und spielten ihr Debütkonzert im Juni gleichen Jahres im Rahmen eines Musikfestivals im Nakano Sunplaza statt.
Ende November 2022 gab Ami Maeshima aufgrund von gesundheitlichen Problemen ihr Ausscheiden aus dem Franchise bekannt. Erste Planungen, Maeshimas Sprachaufnahmen im Spiel zu behalten bis eine Nachfolgerin gefunden wurde, wurden letzten Endes verworfen nachdem sie im September 2023 wieder zum Medienfranchise stieß. Im März 2024 spielten Raise A Suilen im Rahmen ihre Ostasientournee Konzerte in Taipeh und Shanghai, ehe zum Jahreswechsel eine Tournee durch Japan absolviert wurde.

## Medien

### Live-Konzerte

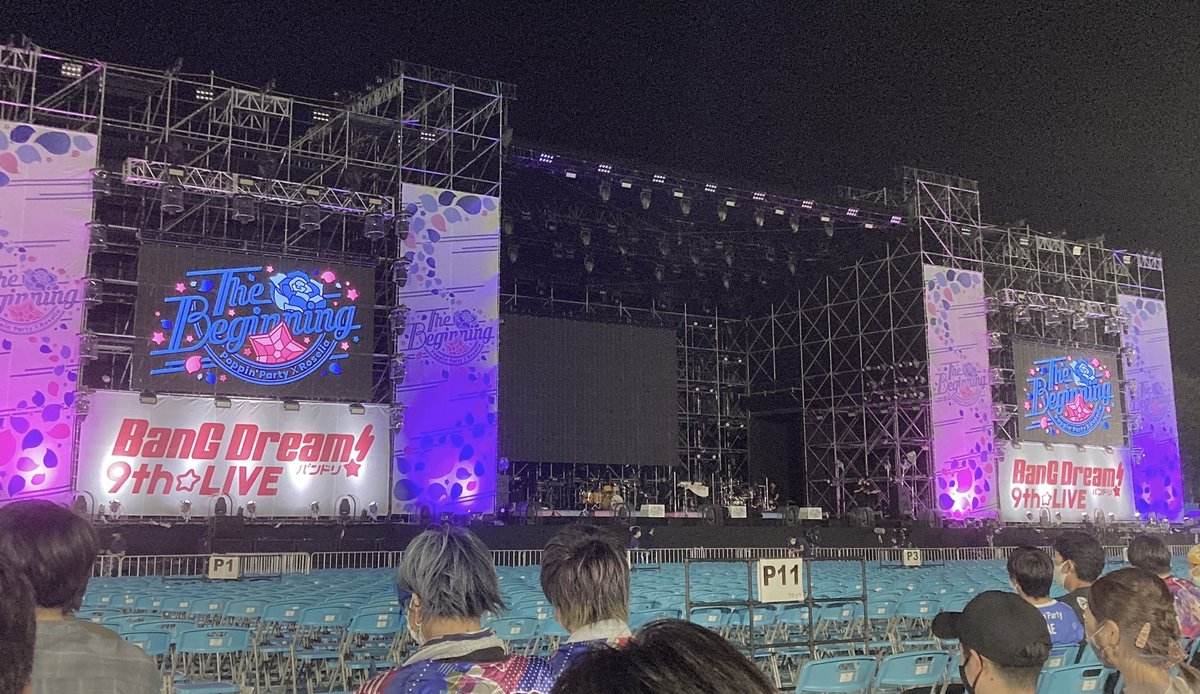
Die Bühne für das neunte Franchise-interne Konzert auf dem Gelände des Fuji-Q Highland Conifer Forest, 2021.

Die Synchronsprecherinnen der Mitglieder von Poppin’Party, Roselia, Raise A Suilen, Morfonica, MyGO!!!!! und Ave Mujica spielen bei Konzerten die Instrumente der Charaktere, die sie innerhalb des Medienfranchise verkörpern; die übrigen Synchronsprecherinnen beschränken sich auf das Singen. In einem Interview, welches Haruka Kudō und Megu Sakuragawa im Jahr 2019 mit Billboard Japan führten erklärten diese, dass die Aktivität in einer „Synchronsprecher-Band“ dabei helfe, das Franchise unter denjenigen bekannt zu machen, die weder den Anime noch das Spiel kennen, während Kōdai Kakimoto, der Regisseur der zweiten und dritten Staffel der Anime-Fernsehserie sagte, dass seine Mitarbeiter Elemente der Live-Action-Konzerte einfließen lasse, um die Verknüpfung zwischen Realität und den Anime zu verdeutlichen. Als Beispiel nannte er die letzte Folge der dritten Staffel der Animeserie, die eine Referenz an das siebte Franchise-Konzert ist, da beide Konzerte im Budōkan stattfanden. Ein anderes Beispiel geschah in einer Episode der ersten Staffel, in der Kasumi ihre Stimme verlor. Gleiches passierte ihrer Synchronsprecherin Aimi Terakawa bei ihrem Konzert für das Franchise.
Auf dem ersten Konzert, welches am 18. April 2015 im Shimokitazawa Garden stattfand, spielten Aimi, Nishimoto und Itō überwiegend Coverlieder mit Ausnahme ihrer Debütsingle Yes! BanG_Dream!. Das erste Franchise-interne Konzert nach dem Rebranding fand am 24. April 2016 statt. Die wachsende Popularität wurde bereits beim zweiten Konzert spürbar, als dieses kurz nach Verkaufsstart der Konzertkarten fast ausverkauft war. Das vierte Konzert, welches im Budōkan stattfand, war bereits ausverkauft bevor der generelle Ticketverkauf starten konnte. Dieses Konzert wurde in 41 Lichtspielhäusern in ganz Japan gezeigt. Bei späteren Konzerten des Franchises gab es auch die Möglichkeit der verzögerten Ausstrahlung. So wurde das fünfte Konzert in ausgewählten Kinos in den Vereinigten Staaten und Australien mit zeitlicher Verzögerung gezeigt.
Im Dezember 2020 begann das Franchise Online-Konzerte unter dem Namen Sound Only Lives auf dem offiziellen YouTube-Kanal zu übertragen. Das erste dieser Konzerte wurde von Afterglow am 19. und 20. Dezember gespielt, gefolgt von Pastel*Palettes und Hello, Happy World! in den darauffolgenden Monaten.

### Print-Veröffentlichungen
Die erste Mangaserie wurde von Kō Nakamura und Aya Ishida unter dem Namen BanG_Dream! Star Beat e ab dem 8. Januar 2015 im monatlich veröffentlichten Bushiroad Magazin publiziert. Der zwölf Kapitel umfassende Manga zeigte deutliche Unterschiede in den charakterlichen Eigenschaften zu den aktuellen Charakteren des Projektes auf. Das letzte Kapitel wurde in der Januar-2016-Ausgabe des Magazins abgedruckt. Im August 2016 erschien eine Light Novel von Nakamura mit Illustrationen von Hitowa, welche der Geschichte des Mangas folgt. Der Roman erschien beim Verleger ASCII Media Works unter dessen Dengeki-Bunko-Label.
Eine zweite Mangaserie, die die überarbeitete Prämisse des Projektes folgt, wurde von Nakamura in Zusammenarbeit mit Mami Kashiwabara erarbeitet. Die Reihe erschien zwischen April 2016 und Februar 2019 im Bushiroad Magazin. In englischer Sprache wurde die Mangareihe von Shogakukan herausgegeben. In den Jahren 2016 und 2017 folgte die Herausgabe zweier Yonkoma-Manga: Yonkoma: Bandori f von Hakuto Shiroi und das surrealistisch gehaltene Banban Doridori g von Nyaromeron. Mit BanG Dream! Girls Band Party! Roselia Stage h von Pepako Dokuta erschien 2017 zudem ein erster Manga, der nicht die Gruppe Poppin’Party in den Vordergrund rückt, sondern die Band Roselia. Der Verlag Tokyopop brachte den Comic in englischer Sprache heraus. Im Jahr 2019 erhielt auch die Gruppe Raise A Suilen einen Manga, der unter dem Titel RAiSe! The story of my music erschien.
Im Jahr 2019 startete eine Manga-Anthologie mit Beiträgen von 17 Mangaka basierend auf den Chibi-Ableger-Anime BanG Dream! Girls Band Party! ☆ PICO. Im März 2021 startete ein Online-Manga, der die Geschehnisse aus dem Smartphone-Spiel BanG Dream! Girls Band Party! nacherzählt. Im Dezember 2024 startete ein Web-Manga unter dem Titel BanG Dream! It's MyGO!!!!! Ame ni Soyoide Hare wo Kō (BanG Dream! It's MyGO!!!!! 雨にそよいで晴れを請う), der simultan in drei unterschiedlichen Sprachen publiziert wird. Der erste gedruckte Band erschien in Japan im Mai 2025. Der Verlag Dokico kündigte eine Publikation des Comics in deutscher Sprache an. Im Januar 2025 startete zudem der Web-Manga BanG Dream! Ave Mujica -manuscriptus-, dessen erster gedruckter Band einen Monat später in Japan erschien.

### Anime-Produktionen
- → Hauptartikel: BanG Dream! (Anime) und BanG Dream! (Anime)/Episodenliste

Bis 2025 besteht die Haupt-Animeserie aus drei Staffeln mit je dreizehn Episoden. Diese wurde von Sentai Filmworks für eine internationale Ausstrahlung im Simulcast für Nordamerika, Ozeanien und ausgewählten Regionen Europas lizenziert. Die zweite und dritte Staffel landeten ebenfalls bei Sentai, die die Serie auf der Streamingplattform Hidive im Simulcast zeigte. Muse Communication sicherte sich die Rechte an einer Ausstrahlung im Simulcast für Südostasien.
Die erste Staffel erhielt eine zusätzliche OVA-Episode, die vorab gezeigt wurde, bevor diese auf der siebten DVD/Blu-ray erschien. Während die erste Staffel in den Studios Issen und Xebec produziert wurde, wechselte das Franchise ab der zweiten Staffel zum Animationsstudio Sanzigen. Damit einhergehend änderte sich zudem der Animationsstil der Serie. BanG Dream! war das erste Projekt des Studios, welches nicht in das Science-Fiction-Genre zu verorten ist. Sanzigen bereitete sich auf die Produktion der Serie vor, indem es sich für die Entstehung des Musikvideos zum Lied Neo-Aspect von Roselia verantwortlich zeigte und dieses produzierte. Auch war Regisseur Kōdai Kakimoto mit der Produktion der zweiten Staffel der Animeserie erstmals im Projekt involviert.

#### Original Net Animations
Abseits der Hauptserie wurden mehrere Ableger-Anime produziert. Im Jahr 2018 erschienen Chibi-Anime Patel Life, die sich mit dem Alltag der Mitglieder von Pastel*Palettes beschäftigt und BanG Dream! Girls Band Party! ☆ PICO. Pastel Life entstand unter der Regie von Tommy Hino im Studio A-Cat, während Seiya Miyajima bei Pico als Regisseur fungierte und dieser Serie in Zusammenarbeit mit DMM.Futureworks bei Sanzigen entstand. Pico erhielt später eine zweite und dritte Staffel.
Im August 2025 wurde mit Ganzo! Bandori-chan eine 52 Folgen umfassende Web-Animeserie angekündigt, die ab dem 2. Oktober gleichen Jahres auf YouTube startet.

#### Ableger und Kinofilme
Mit BanG Dream! Film Live feierte am 13. September 2019 ein animierter Konzertfilm in 56 Kinos in ganz Japan Premiere. Dieser entstand unter der Regie von Tomomi Umetsu, wobei Kazuyuki für das Charakterdesign und das Komponisten-Kollektiv Elements Garden für die Musikproduktion zuständig waren. Im ersten Monat nach der Filmpremiere spielte BanG Dream! Film Live mehr als 300 Millionen Yen ein. Außerhalb Japans wurde der Film unter anderem von Sentai Filmworks und Muse Communications lizenziert und in ausgewählten Regionen gezeigt. Ein zweiter Konzertfilm, BanG Dream! Film Live 2nd Stage, folgte im August 2021 und wurde auch in Nordamerika gezeigt.
Ein zweiteiliger Anime-Film, der die Rockband Roselia in den Fokus rückt, kam ebenfalls im Jahr 2021 in die Kinos. Der Titel des Films BanG Dream! Episode of Roselia – mit den Taglines Yakusoku und Song I am. – feierten am 23. April bzw. am 25. Juni Kinopremiere in Japan. Die Online-Plattform Eventive zeigte beide Filme in den Vereinigten Staaten als Stream. Am 1. Januar 2022 lief mit BanG Dream! Poppin’Dream! ein weiterer Kinofilm des Franchises in Japan an, der später von Crunchyroll lizenziert und im Originalton unter anderem auch mit deutschen Untertiteln gezeigt wurde. Zum fünfjährigen Bestehen des Smartphone-Spiels wurde ein zwei Episoden umfassendes Special unter dem Titel BanG Dream! Girls Band Party! 5th Anniversary Animation: CiRCLE Thanks Party! realisiert und am 10. bzw. 17. März 2022 auf dem offiziellen YouTube-Kanal veröffentlicht. Im März 2022 wurde bekanntgegeben, dass im Juli des gleichen Jahres ein zweiteiliges Anime-Special erscheint, welches die Band Morfonica in den Vordergrund stellt.
Im April 2023 wurde mit BanG Dream! It’s MyGO!!!!! eine Ableger-Animeserie angekündigt, die chronologisch nach den Ereignissen der Hauptserie spielt. Diese entstand unter der Regie von Kōdai Kakimoto, während Yuniko Ayana das Drehbuch schrieb. Der Anime startete im Juni desselben Jahres und endete im September. Crunchyroll zeigte die Serie unter anderem mit deutschen Untertiteln im Simulcast. Ein zweiteiliger Compilation-Film, der die Handlungen aus MyGO!!!!! mit zusätzlichen Szenen nacherzählt, kam 2024 in die Kinos. Anfang 2025 startete mit BanG Dream! Ave Mujica eine Fortsetzung. International wurde die Animeserie in ausgewählten Regionen bei Crunchyroll gezeigt. Nach der Ausstrahlung der dreizehnten Folge von Ave Mujica wurde bestätigt, dass sowohl diese als auch MyGO!!!!! weitergeführt werden. Mitte August 2025 kündigte Bushiroad während einer Franchiseveranstaltung an, dass BanG Dream! Ave Mujica um einen Kinofilm erweitert werde.

### Smartphone-Spiel
- → Hauptartikel: BanG Dream! Girls Band Party!

BanG Dream! Girls Band Party!, auch bekannt als Garupa, ist ein Free-to-play-Rhythmusspiel mit der Möglichkeit von In-Game-Käufen für die Betriebssysteme Android und iOS, das von Craft Egg entwickelt und von Bushimo veröffentlicht wird. Es wurde auf der Tokyo Game Show im September 2016 angekündigt und startete den japanischen Spieleserver am 16. März 2017. Eine englischsprachige Version des Spiels wurde im März 2018 zunächst in Singapur, wenige Wochen später weltweit veröffentlicht. Bereits zuvor wurden im Oktober 2017 chinesischsprachige Server für Hongkong, Taiwan und Macau gestartet, ein von Bilibili betriebener Server für die Volksrepublik China folgte im Mai 2019. In Südkorea startete ein Spielserver im Februar 2018. Dieser wurde Ende Januar 2024 eingestellt.
Für einen begrenzten Zeitraum konnten japanische Spieler die AR-App Bandori! Garupa AR! , die auf dem Spiel fußt, beginnend ab dem 9. Januar 2018 herunterladen. Im Jahr 2019 wurde in Zusammenarbeit mit SCRAP Co. ein Escape-Room-ähnliches Spiel mit dem Namen Find the Random Star! organisiert, bei dem die Teilnehmer die verloren gegangene Gitarre eines Spielecharakters von BanG Dream! finden müssen.
Im September 2021 wurde eine Portierung des Spiels für die Nintendo Switch herausgebracht.

### Gesangs-Synthesizer
Die Produktion einer Gesangsdatenbank wurde im Sommer des Jahres 2022 erstmals angekündigt. Die ersten beiden Datenbanken POPY und ROSE basieren auf einer künstlichen Intelligenz, die mit Gesangsspuren von Aimi und Aina Aiba trainiert wurde. Die beiden Datenbanken sind mit den Softwares Cevio AI und Synthesizer V kompatibel.
Die Datenbanken für Synthesizer V wurden im Oktober 2023 angekündigt und im Dezember gleichen Jahres veröffentlicht. Zwischenzeitlich wurden mit PASTEL und HALO zwei weitere Datenbanken für Synthesizer V auf den Markt gebracht, die mit dem Gesang von Ami Maeshima und Miku Itō antrainiert wurden. Für Dezember 2025 ist die Veröffentlichung der Datenbank AVER geplant, die auf der Gesangsstimme von Rico Sasaki basiert. Eine Testversion konnte während der Bushiroad Expo in Shanghai im Juli 2025 erprobt werden. Die Entwicklung von AVER wurde im April 2025 erstmals angekündigt.
Mit Cultivation wurde am 16. Juli 2025 ein Studioalbum veröffentlicht, welches mit der Software entstand. Die Lieder wurden vorab verschiedenen Musikern und Songschreibern komponiert, darunter Eon Kawatani, Masayuki Nakano (Boom Boom Satellites), Shirakami Hasegawa und Mika Nakamura (Cö Shu Nie).
Mit der Gesangsdatenbank lassen sich Lieder in verschiedenen Sprachen produzieren, darunter in japanischer, chinesischer, kantonesischer, koreanischer, englischer und spanischer Sprache.

## Nebenprojekte

### From Argonavis
- → Hauptartikel: From Argonavis

Bushiroad gab im Mai 2018 bekannt, mit dem Projekt Argonavis from BanG Dream! (Argonavis geschrieben in Großbuchstaben), in dem die Bandmitglieder von männlichen Charakteren gegründet werden. Obwohl das Projekt zum BanG-Dream!-Franchise gehören sollte, spielte die Handlung in einem anderen fiktiven Universum, sodass Interaktionen zwischen den Charakteren beider Projekte ausgeschlossen werden konnten. Die namensgebende Band nahm ihre Aktivitäten bereits im Dezember gleichen Jahres ihre Aktivitäten auf und wie bei BanG Dream! selbst auch, spielen die Mitglieder der Gruppe ihre Instrumente bei Konzerten selbst. Argonavis spielten auf dem siebten Konzert des Hauptfranchises als Vorgruppe für Raise A Suilen. Das Charakterdesign wurde von Manga-ka Hikaru Miyoshi entworfen; die Geschichte stammt aus der Feder von Nobuhiro Mōri.
Im April 2020 startete eine Animeserie im japanischen Fernsehen. Ein Smartphonspiel, Argonavis from BanG Dream! AAside, welches die Fortsetzung des Anime darstellt und über weitere Musikgruppen verfügt, nahm seinen Betrieb im Januar 2021 auf. Im November 2021 gab Bushiroad bekannt, den Namen des Projektes zu ändern und dieses als eigenständiges Franchise von BanG Dream! zu trennen. Hierfür wurde mit der Argonavis Co., Ltd. ein Subunternehmen gegründet, welches das Projekt managen sollte. Als PR-Manager wurde Daisuke Hyūga, der Mitglied der Gruppe Argonavis war, vorgestellt. Ende 2024 wurde angekündigt, dass das Projekt ab 2025 auf unbestimmte Zeit pausieren werde.

### Virtuelle Band
Im Jahr 2022 wurde mit Mugendai Mewtype eine virtuelle Band aus der Taufe gehoben, die aus fünf VTubern besteht. Die Mitglieder dieser Gruppe wurden in Castings, die zwischen dem 22. Juli und dem 14. August 2022 gehalten wurden, ermittelt und von Bushiroads Synchronsprecher-Agentur HiBiKi unter Vertrag genommen. Für eine Teilnahme am Auswahlprozess war es keine Voraussetzung, selbst Musikinstrumente spielen zu können. Die Gruppe begann ihre Aktivitäten als VTuber im November 2023.

## Rezeption

### Allgemein
BanG Dream! stieß international auf positive Resonanz. Jessica Liong bezeichnete die Darsteller als größte Anziehungskraft des Projektes. Der Schlüssel sei es, die Leute mit weiblichen Anime-Figuren anzuziehen und diese mit dem Glamour von echten Live-Konzerten zu halten. Während sich Poppin’Partys Debütsingle Yes! BanG_Dream! und die nachfolgende Single Star Beat innerhalb einer Woche lediglich rund 1.500 bzw. knapp 3.400 mal verkaufen konnte, halfen Live-Auftritte wie auf dem Animelo Summer Live im Jahr 2016 die Verkaufszahlen späterer Veröffentlichungen deutlich anzukurbeln. So konnte die dritte Veröffentlichung On Your New Journey/Tear Drops mehr als 11.000 Tonträger in der ersten Verkaufswoche absetzen. Ab 2018 verzeichneten die Veröffentlichungen der Gruppe regelmäßig Verkaufszahlen zwischen 10.000 und 20.000 Einheiten in den ersten Verkaufswochen. Im Jahr 2020 hatte das Franchise mehr als zwei Millionen Tonträger verkauft.
BanG Dream! entwickelte sich zum Aushängeschild Bushiroads. Im Jahr 2018 erwirtschaftete das Franchise mehr als vier Milliarden Yen, wodurch zu einem der kommerziell erfolgreichsten Projektes des Unternehmens wurde. Zwischen 2017 und 2018 verzeichnete das Sammelkartenspiel Weiß/Schwarz Rekordverkäufe, nachdem die Charaktere aus BanG Dream! als Sammelkarten hinzugefügt wurden. Im gleichen Zeitraum erwirtschaftete das Smartphone-Spiel mehr als 31 Milliarden Yen – 9.1 Milliarden im Jahr 2017 und 22.1 Milliarden 2018. Damit erreichte BanG Dream! im Jahr 2018 Platz 15 der kommerziell erfolgreichsten Mobilgames und war das zweiterfolgreichste Rhythmusspiel des Jahres hinter The Idolmaster Cinderella Girls: Starlight Stage. Das Franchise kooperierte zudem mehrfach mit der Pacific League, der Einzelhandelskette Lawson und dem Uhrenhersteller Seiko.
In einem Interview mit Real Sound erklärte Takaaki Kidani im Jahr 2018, dass mit der Veröffentlichung von Girls Band Party! alles durch die Decke ging. Aus diesem Grund gab es viele Leute, die sich fragten, wie dieses Projekt so erfolgreich werden konnte, obwohl der Anime wirklich schlecht war. Kidani machte den Erfolg des Franchises am Niveaulevel des Spiels und den Live-Konzerten aus. Er sagte, dass man etwas geschafft habe, was scheibar unmöglich gewesen ist.

### Anime
- Siehe auch: BanG Dream! It’s MyGO!!!!!#Rezeption und BanG Dream! Ave Mujica#Rezeption

Die Haupt-Animeserie erhielt überwiegend gemischte Reaktionen, die sich aber mit der Zeit weitestgehend verbesserten. Während die erste Staffel verhaltene Kritiken mit sich brachte, wurden die zweite und dritte Staffel der Serie von Rezensenten in ein besseres Licht gestellt. So lobte Chris Beveridge, der die ersten beiden Staffeln des Anime für The Fandom Post besprach, die Vorbereitung des Franchises für die späteren Staffeln, indem der Handlung Hand und Fuß gegeben hat anstatt hastisch weitere Fortsetzungen zu kreieren.
Die erste Staffel von BanG Dream! war während der Wintersaison des Jahres 2017 eine der meist diskutierten Serien in den sozialen Netzwerken in Japan. Dennoch wurde die Serie eher mittelmäßig wahrgenommen. In seiner Rezension für Anime News Network schrieb Christopher Farris, dass die Handlung als „eine der inhaltslosesten, die er seit langen in einem Anime“ wahrgenommen habe und verwies auf die fehlenden Widrigkeiten mit denen die Charaktere konfrontiert wurden. Bezogen auf die Animationsqualität gab es zwiegespaltene Reaktionen: Während Farris diese als ein „gutaussehendes Gesamtprodukt“ beschrieb, konnte Brittany Vincent von Otaku USA der Animation nichts abgewinnen und beschrieb die CGI im Vergleich zu anderen Musikserien wie Love Live! als qualitativ schlecht. Auch wenn die Serie „viel Herz“ zeige, gäbe es laut Vincent bessere Optionen im Musikgenre. Beveridge zeigte sich selbst von dem Realismus der Charakteren angetan, merkte aber auch an, dass die Meinungen der Zuschauer darüber entscheidet, ob die Serie ankommt oder nicht. Er zog das Fazit, dass BanG Dream! ein solider Titel geworden ist, welcher sich wie viele andere Werke des Genres anfühle. In einem 2018 geführten Interview mit Real Sound gab Takaaki Kidani zu, dass die negative Wahrnehmung des Anime bei der japanischen Zuschauerschaft dazu führte, dass man sich auf die Bewerbung von Girls Band Party! fokussiert habe.
Die zweite Staffel wurde von westlichen Kritikern als Verbesserung wahrgenommen, sowohl was die Geschichte als auch die Animationsqualität angeht. Für Polygon listete Julia Lee die Fortsetzung als eine von sechs Animeserien, die man sich in der kommenden Saison ansehen sollte und lobte sowohl die Verlagerung des Schwerpunktes auf die neu eingeführten Musikgruppen als auch auf den Wechsel der genutzten Animationstechnik. Christopher Farris hinterfragte das Hinzufügen neuer Charaktere ohne Hintergrund und bezeichnete dieses Vorgehen als einen erschüttenden Übergang für jene, die das Spiel nicht kennen. Dennoch hob er die emotionale Wirkung und die Erhöhung der musikalischen Stücke positiv herhor. Farris zog das Fazit, dass es nach wie vor einige Vorbehalte gibt, die verhindern das die Serie ein Erfolg wird. Chris Beveridge lobte die flüssigen Animationen sowie die „infektiös wirkende Energie“ der Lieder und merkte an, dass es ihm sehr leicht fiel, sich von Folge zu Folge mitreißen zu lassen und die Reise zu genießen, obwohl er sich nicht für alle Charaktere begeistern konnte.
Die dritte Staffel wurde positiv bewertet. Farris nannte diese in seiner Besprechung für Anime News Network als solide und lobte die Fokussierung der Staffel auf die drei Hauptgruppen – Poppin’Party, Roselia und Raise A Suilen – und dessen Erfolg für die Bewerbung der Botschaft, dass „das Spielen in einer Band mit seinen Freunden Spaß macht und das wichtigste Ziel“ sei. Shawn Hacago lob in seiner Rezension für The Fandom Post Raise A Suilens Storyline lobend hervor und schrieb, dass diese Staffel seine Erwartungen weit übertroffen habe. In seiner Besprechung der letzten beiden Folgen schrieb er, dass das Wachstum der Bands im Laufe der Serie absolut sehenswert gewesen sei.

### Auszeichnungen
| Jahr | Auszeichnung  | Kategorie     | für                 | Resultat | Quellen |
| ---- | ------------- | ------------- | ------------------- | -------- | ------- |
| 2018 | NexTone Award | Spezialpreis  | BanG Dream! Project | Gewonnen | [ 186 ] |
| 2020 | Seiyū Award   | Singing Award | Roselia             | Gewonnen | [ 187 ] |

## Diskografie
- → Hauptartikel: BanG Dream!/Diskografie

Das Franchise hat bisher elf Gruppen hervorgebracht, die allesamt bereits musikalische Veröffentlichungen in Form von Singles und/oder Alben hervorgebracht haben. Die fiktive Gruppe Glitter Green veröffentlichte mit Don’t Be Afraid lediglich eine einzige Single, dessen titelgebendes Lied in der Animeserie Tantei Opera Milky Holmes zu hören war.
Kō Nakamura und Asuka Oda von Elements Garden fungieren als Hauptsongwriter für das Franchise. Während Nakamura hauptsächlich die Liedtexte für Poppin’Party schreibt, tut Oda dies auch für die anderen Gruppen des Projektes. Die anderen Mitglieder von Elements Garden, darunter Noriyasu Agematsu und Junpei Fujita zeigen sich als Komponisten verantwortlich und übernehmen überdies das Arrangement der Instrumente. Im Jahr 2021 startete das Medienfranchise eine Partnerschaft, bei der Tie-up-Lieder mit Musikproduzenten außerhalb von Elements Garden erarbeitet werden. Aus dieser Partnerschaft kamen Lieder wie Introduction hervor, bei dem Ayase von Yoasobi beteiligt war, oder das Lied Winner von Afterglow, welches in Zusammenarbeit mit der Band FLOW entstand.
Einige musikalische Werke des BanG-Dream!-Franchises wurden als Titellieder für andere Medienprojekte von Bushiroad genutzt. So wurden die Lieder Excellent (Hey, Let’s Go!) i und B.O.F. von Poppin’Party als musikalischer Vor- bzw. Abspann für die Anime-Realisierung zu Future Card Buddyfight verwendet. 2020 interpretierten Raise A Suilen mit Sacred world die Vorspannmusik zu Assault Lily Bouquet und steuerten ein Jahr später mit den Stücken Exist und Embrace of light die Titelmusik zu Joran: The Princess of Snow and Blood bei. Im Juli sangen Poppin’Party und Argonavis mit A Song No More j und Possibility die Vor- und Abspannstücke zur Anime-Fernsehserie Remake Our Life!. Zudem ist Poppin’Partys Moonlight Walk im Serienabspann zu The Fruit of Evolution zu hören.
Auch für die Anime-Produktionen zu Cardfight!! Vanguard wurde bereits mehrfach auf musikalische Veröffentlichungen von BanG Dream! zurückgegriffen. Das 2018 ausgestrahlte Reboot nutzte die Stücke Legendary und Heroic Advent von Roselia zur musikalischen Untermalung der Vor- bzw. Abspannsequenzen. Raise A Suilens Lieder Unstoppable, Invincible Fighter und Takin’ My Heart wurden ebenfalls für die Cardfight-Animes verwendet. Roselia und Argonavis interpretierten 2021 Zeal of Proud bzw. Y die Titellieder zur ersten Staffel von Cardfight!! Vanguard overDress, während Morfonica mit Fateful… in der zweiten Staffel im Abspann zu hören waren. In der Ablegerserie Bermuda Triangle: Colorful Pastrale ist das Lied Wonderland Girl von Pastel*Palettes in der Vorspannsequenz zu hören. Das Stück Panorama von MyGO!!!!! wurde als musikalische Unterlegung der Abspannsequenz der zweiten Staffel von Cardfight!! Vanguard DivineZ genutzt.

## Belege